# Dasylepida fissa
Dasylepida fissa är en skalbaggsart som beskrevs av Moser 1913. Dasylepida fissa ingår i släktet Dasylepida och familjen Melolonthidae. Inga underarter finns listade i Catalogue of Life.